# Roland Kley
Roland Kley (* 26. April 1952 in Chur) ist ein Schweizer Professor für Politische Theorie, Politische Ideengeschichte und Internationale Beziehungen.

## Leben
Kley absolvierte ein Studium und die Promotion in Politikwissenschaft an der Universität St. Gallen. Es folgte ein weiteres Doktorstudium der Philosophie an der Oxford University. Seit 1996 ist Roland Kley Professor an der Universität St. Gallen für Politikwissenschaft mit besonderer Berücksichtigung der Internationalen Beziehungen.

## Publikationen (Auswahl)
- Wachstum, Geld und Geist. Der Ökonom Hans Christoph Binswanger. VGS-Verlagsgenossenschaft, St. Gallen 2010, ISBN 978-3-7291-1124-0.
- Der Friede unter den Demokratien (= Kleine politische Schriften. Bd. 4). Stämpfli u. a., Bern u. a. 1999, ISBN 3-7272-9410-8 (In albanischer Sprache: Paqja ndër demokracitë.  Albanisches Institut, St. Gallen 2007, ISBN 978-3-9523077-3-1).
- Hayek's Social and Political Thought. Clarendon Press, Oxford 1994, ISBN 0-19-827916-7.
- Vertragstheorien der Gerechtigkeit. Eine philosophische Kritik der Theorien von John Rawls, Robert Nozick und James Buchanan (= St. Galler Studien zur Politikwissenschaft. Bd. 13). Haupt, Bern u. a. 1989, ISBN 3-258-04035-4.